# Sam Lufkin
Samuel William (Sam) Lufkin (Utah, 8 mei 1891 – Hollywood (California), 19 februari 1952) was een Amerikaans acteur.
Lufkin begon te acteren in 1908, hij speelde in meer dan 60 films. Hij overleed na verschillende beroertes in 1952.

## Filmografie (selectie)
- Her Dangerous Path (1923)

Laurel en Hardy-films
- A Man About Town (1923)
- Thundering Fleas (1926)
- The Nickel-Hopper (1926)
- Two Tars (1928)
- That's My Wife (1929)
- Double Whoopee (1929)
- Pardon Us (1931)
- The Music Box (1932)
- Sons of the Desert (1933)
- Going Bye-Bye! (1934)
- Our Relations (1936)
- Block-Heads (1938)
- A Chump at Oxford (1940)
- Saps at Sea (1940)